# Herren kallar sin församling
Herren kallar sin församling är en psalm med text skriven 1981 av Roberth Johansson och musik skriven 1983 av Peter Sandwall.

## Publicerad i
- Segertoner 1988 som nr 425 under rubriken "Den kristna gemenskapen - Vittnesbörd - tjänst - mission".[1]